# Geisberg (Wissembourg)
Der Geisberg ist eine Erhebung in der Gemarkung Wissembourg (deutsch: Weißenburg im Elsass), Die Hänge sind meistenteils landwirtschaftlich genutzt; auf der eigentlichen Anhöhe befindet sich eine kleine gleichnamige Siedlung, in deren Zentrum die heute weitgehend abgetragene Ruine eines Schlosses aus dem 18. Jahrhundert steht. Die Siedlung geht auf eine Gründung der Mennoniten im 17. Jahrhundert zurück.

## Geschichte

### Anfänge der Mennonitensiedlung
Geisberg und der benachbarte Ort Schafbusch haben eine gemeinsame Geschichte, heute gehört Schafbusch jedoch zur Gemeinde Steinseltz. Der Schafbusch wurde 1615 erstmals als Schoppswald oder Schoppusfeld erwähnt. Vor der französischen Revolution war der Schafbusch ein Hofgut und befand sich – ebenso wie der gesamte Geisberg – im Besitz des Deutschen Ritterordens, der Hof war etwa 30 Hektar groß.
Nach dem Dreißigjährigen Krieg war das Elsass entvölkert und der Ritterorden siedelte Mennoniten aus der Schweiz an, die in ihrer Heimat aus religiösen Gründen verfolgt wurden. Die Mennoniten waren als kundige und fleißige Bauern bekannt. Sie siedelten ab 1695 in Riedseltz und in Diffenbacherhof, ab 1698 zusätzlich auf dem Geisberg rund um das dortige, zwischen 1692 und 1714 errichtete Schloss, wo schließlich der heutige Weiler entstand. Von Anfang an gab es Streit mit den eingesessenen Bauern, teils aus Neid über den Erfolg der Zugewanderten, teils aus religiösen Gründen.
Im Jahr 1712 wollte Ludwig XIV. alle Anabaptisten aus seinem Reich vertreiben. Der Geisberg und der Schafbusch gehörten aber weiterhin dem Deutschen Ritterorden, die ihre wertvollen Pächter verteidigten und erreichten, dass die Vertreibung nicht durchgeführt wurde. Im Dezember 1793 fand  hier die Zweite Schlacht bei Weißenburg (1793) zwischen der französischen Revolutionsarmee und den Koalitionstruppen statt. Bis 1848 blieb der Geisberg das religiöse Zentrum der Mennonitengemeinde.

### Ab 1800
Nach der französischen Revolution pachteten die Mennoniten den Hof. 1912 kaufte die Mennonitenfamilie Hege den Hof und bewirtschaftet ihn bis heute. Sowohl während des Deutsch-Französischen Kriegs 1870 als auch während des Zweiten Weltkriegs 1940–1944 wurden die Gebäude auf dem Geisberg beschädigt, danach aber, bis auf das 1692 erbaute Schloss, wieder aufgebaut. Letzteres wurde jedoch 1947 weitgehend abgerissen und das Baumaterial für die Errichtung von Wohnhäusern genutzt.
Ab 1760 siedelten Mennoniten in der Südpfalz in der Gegend von Bad Bergzabern, 1795 wurde die Gemeinde Deutschhof, heute Teil von Kapellen-Drusweiler, gegründet, die bis zum Zweiten Weltkrieg zur Gemeinde Geisberg gehörte. Vor und während des Zweiten Weltkriegs durften die Elsässer nicht die Pfalz besuchen und nach 1940 wurden die Bewohner der französischen Grenzregion ins Landesinnere evakuiert.
Der Geisberg war am 4. August 1870 zentraler Schauplatz der Schlacht von Weißenburg, einer der ersten Schlachten des Deutsch-Französischen Krieges. Aufgrund leichtsinniger strategischer und taktischer Fehler ihrer Armeeführung geriet diese Schlacht zu einer schweren strategischen Niederlage für die Franzosen. An die Schlacht erinnern bis heute Monumente und Grabstätten zu Ehren beider damaliger Gegner. In dieser Schlacht wurde der französische General Douay tödlich verletzt und in das Haus der Mennoniten gebracht. Der Kronprinzen Friedrich Wilhelm von Preußen erwies im hier die letzte Ehre. Das Todeszimmer wurde später zu einer viel besuchten Sehenswürdigkeit und auch mehrmals abgebildet.

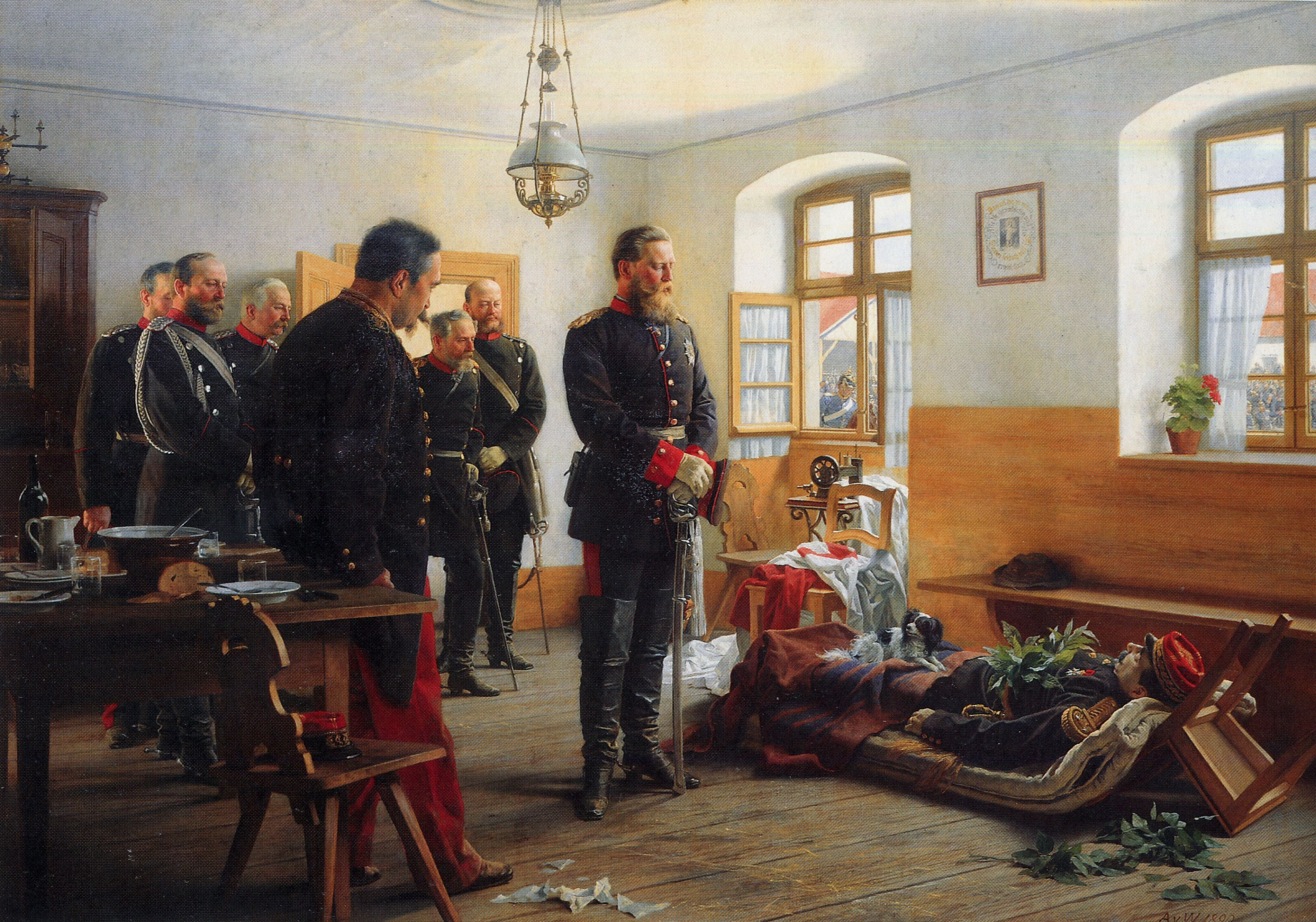
Anton von Werner: Kronprinz Friedrich am Totenbett des Generals Abel Douay

## Die Gemeinde heute
Die Kirche, erbaut 1999, liegt am Dorfanger, am Rande stehen die letzten Reste des Schlosses, nämlich der Torturm, das Wächterhaus und Ruinen der Gartenpavillons. Die Kirche selbst ist sehr schlicht, innen und außen, nach dem Motto der Mennoniten: „Die Kirche sind nicht die Gebäude, sondern die Menschen“. Die Geisberger Gemeinde ist an den Verein der französischen Mennoniten angeschlossen und hat auch Beziehungen mit den zwei Weißenburger Evangelikalen Freikirchen, man feiert zusammen hohe Feiertage, z. B. Pfingsten. Auch zu ihren Glaubensbrüdern in der Pfalz hält die Gemeinde weiterhin Kontakt. Die Mennoniten sind für ihre religiöse Toleranz bekannt. Bei den Bewohnern der umliegenden Gemeinden sind die Weihnachtsgottesdienste der Mennoniten beliebt: Die Schmucklosigkeit ihrer Kirche und der fröhliche und gleichzeitig gläubige Gottesdienst beeindruckt besonders an Weihnachten.
Auf dem Schafbusch gibt es drei größere Betriebe, die von den Nachkommen der Familie Hege bewirtschaftet werden.